# Where It All Began
Where It All Began è il secondo album in studio dell'attore e cantante Matthew Morrison rilasciato il 4 giugno 2013 dalla 222 Records.

## Tracce
1. Singin' in the Rain (Nacio Herb Brown, Arthur Freed) – 2:46
2. Come Rain or Come Shine / Basin Street Blues (Harold Arlen, Johnny Mercer) – 4:56
3. Ease on Down the Road (ft. Smokey Robinson) (Charlie Smalls) – 3:43
4. Younger Than Springtime (Oscar Hammerstein II, Richard Rodgers) – 2:46
5. It Don't Mean a Thing (Duke Ellington, Irving Mills) – 2:55
6. The Lady Is a Tramp (Lorenz Hart, Richard Rodgers) – 2:05
7. As Long as He Needs Me (Lionel Bart) – 3:45
8. On the Street Where You Live (Jay Lerner, Frederick Loewe)
9. Hey There (Richard Adler, Jerry Ross) – 3:37
10. Luck Be a Lady (Frank Loesser) – 4:12
11. Send in the Clowns (Stephen Sondheim) – 3:52
12. Tonight / Something's Coming (Leonard Bernstein, Stephen Sondheim) – 3:40